# Akiballion - 1
Akiballion - 1 (アキバリオン - 1) es una película japonesa, del 26 de septiembre de 2008, producida por Zen Pictures. Es una película del género tokusatsu, de acción y aventuras, con artes marciales, dirigido por Motoharu Takauji, y protagonizada por las tres heroínas del grupo Akiballion, Mai Yamaguchi, Arisa Taki y Yuuko Shouji. 
El idioma es en japonés, pero también está disponible con subtítulos en inglés, en DVD o descargable por internet.

## Saga de Akiballion
- Akiballion - 1
- Akiballion - 2
- Akiballion V - 1
- Akiballion V - 2

## Argumento
Venidos de un mundo electro-cerebral, unas ciber hechiceras toman el control de la humanidad. Para evitarlo, el Dios del mundo electro-cerebral envía un mensaje a los humanos, solicitando voluntarios para transformarse en luchadores electro-cerebrales bajo el nombre de Akiballion, para enfrentarse a las hechiceras.
3 chicas se ofrecen. Maki Yuria, Makie Todorokihime y Ruka Matoba formarán Akiballion. Producto del destino, ellas se han conocido por primera vez para luchar contra las hechiceras, pero poco a poco en su lucha, irán uniendo sus lazos de unión.